# Palpomyia laensis
Palpomyia laensis är en tvåvingeart som beskrevs av Tokunaga 1966. Palpomyia laensis ingår i släktet Palpomyia och familjen svidknott. Inga underarter finns listade i Catalogue of Life.